# Discografia de Antonio Fresco
A discografia do DJ e produtor musical americano Antonio Fresco é composta por sete singles, dois remixes e dois vídeo musicais.

## Singles

### Como artista principal
- 2015 "Blow it" com Jonn Hart e Clayton William[2]
- 2016 "Light It Up"[3]
- 2017 "Lose Myself" com Wes Joseph[4]
- 2019 "Rattlesnake" com Patricia Possollo e Lorena J'zel[5]
- 2020 "Make Ya Move"[6]
- 2020 "Leading Me On"[7]

### Como artista convidada
- 2017 "Bout Time" com Kennis Clark[8]

## Vídeos Musicais

### Como Artista Principal
| Ano  | Título                         | Diretor(es)  | Ref   |
| ---- | ------------------------------ | ------------ | ----- |
| 2017 | "Lose Myself" (Vs. Wes Joseph) | Matt Stanley | [ 9 ] |

### Como Artista Convidado
| Ano  | Título                         | Diretor(es)     | Ref    |
| ---- | ------------------------------ | --------------- | ------ |
| 2017 | "Bout Time" (com Kennis Clark) | Prince Domonick | [ 10 ] |

## Remixes
- 2020 Halsey - Graveyard (Antonio Fresco Remix)[11]
- 2020 Ariana Grande, Miley Cyrus y Lana Del Rey - Don't Call Me Angel (Antonio Fresco Remix)